# Rimkrönika
Rimkrönika betecknar en historisk berättelse skriven på knittelvers (jämför Prosaiska krönikan). Förebilderna är direkt tyska, indirekt franska chanson de geste, och genren förekommer under medeltiden både i Danmark och Sverige. 
Den svenska rimkrönikesviten inleds med Erikskrönikan, som är skriven på 1320-talet och skildrar tiden omkring 1230-1319. På 1430-talet skrevs först Engelbrektskrönikan och kort därefter Karlskrönikan (avslutad omkring 1452), i vilken Engelbrektskrönikan samtidigt inarbetades. Karlskrönikan täcker åren 1389-1452 och den kopplades samman med Erikskrönikan genom den så kallade Förbindelsedikten vilken sannolikt skrevs samtidigt med en ny inledning till Erikskrönikan på 1450-talet. En fortsättning på Karlskrönikan blev Sturekrönikan som skildrade resten av 1400-talet fram till 1496. Dessa krönikor sammanfattades förr under begreppet Stora rimkrönikan.
Den på 1450-talet påbörjade Lilla rimkrönikan skildrade Sveriges historia från tidernas gryning fram till krönikans egen tid. Lilla krönikan reviderades ett flertal gånger och den slutliga versionen täckte tiden fram till 1520..
Ytterligare ett antal mindre rimkrönikor från svensk medeltid är kända, exempelvis biskopskrönikorna för Skara (från 1400-talets slut) och Linköping (från 1520-talet).